# Tarapoto
Tarapoto je město v severním Peru, ležící v departementu a provincii San Martín, přibližně 110 kilometrů od hlavního města provincie (Moyobamba) a přibližně 130 kilometrů od města Yurimaguas. Po Iquitosu a Pucallpě je největším amazonským městem v Peru. Podle sčítání obyvatel v roce 2017 v něm žilo přes 180 tisíc lidí. Založeno bylo v roce 1782 španělským biskupem Baltasarem Jaimem Martínezem de Compañónem pod názvem Santa Cruz de los Motilones de Tarapoto, oblast však byla osídlena již v předkolumbovských dobách.